# Skupina f/64

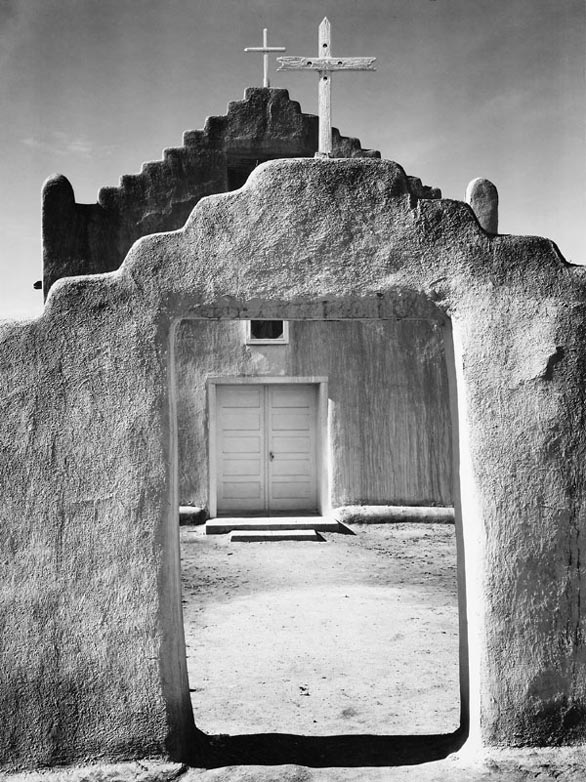
Ansel Adams: Kostel, Taos Pueblo, Nové Mexiko, 1942

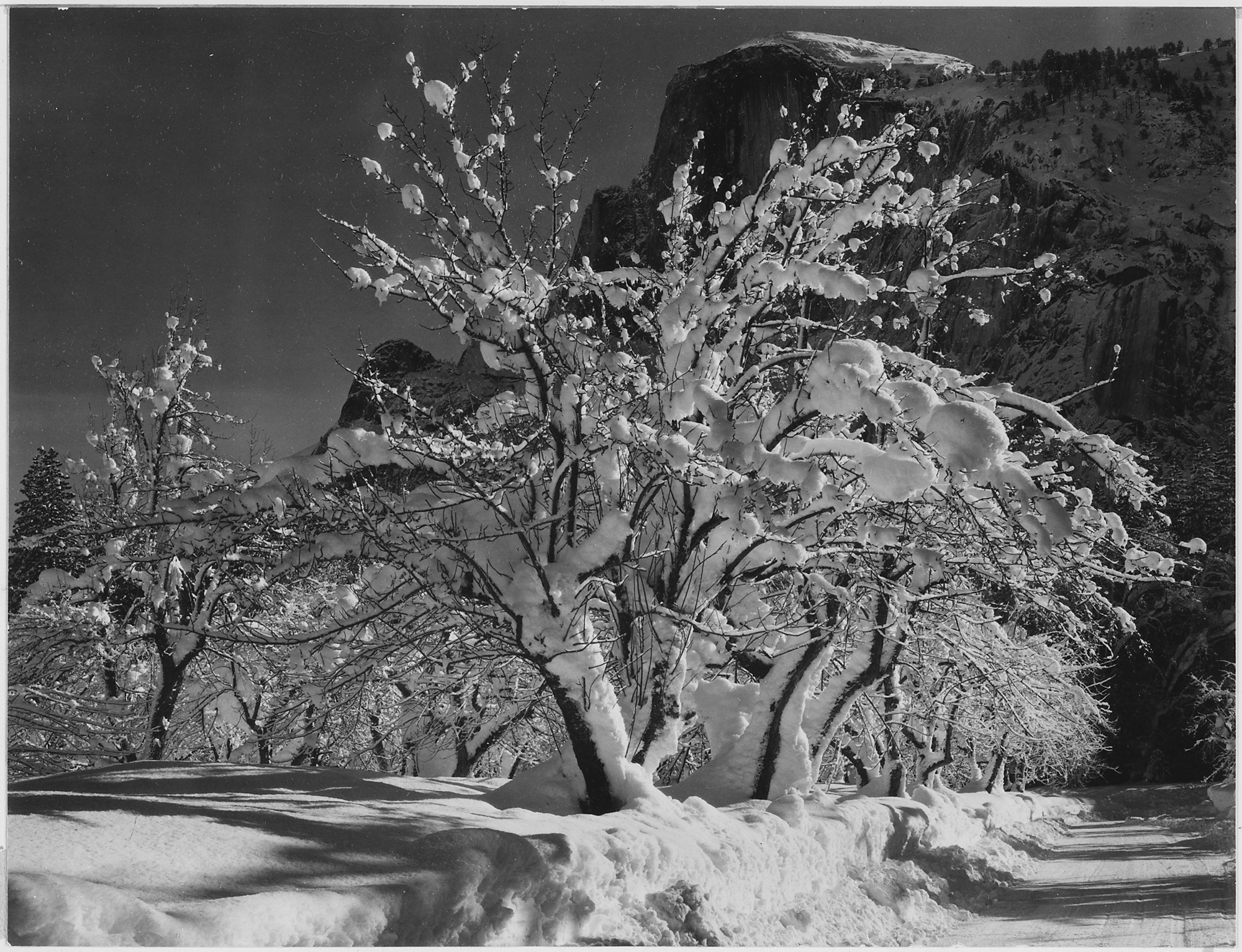
Ansel Adams: Half Dome, Apple Orchard, Yosemite

Skupina f/64 (anglicky: Group f/64) bylo sdružení fotografů založené sedmi fotografy v roce 1932 v Kalifornii. Umělci sdíleli společný fotografický styl charakterizovaný technicky dokonalými, ostře prokreslenými a pečlivě komponovanými obrazy, typickými zejména pro americký západ. Částečně se formovali v opozici s fotografickým stylem piktorialistů, který převládal na počátku 20. století, a navíc chtěli prosazovat novou modernistickou estetiku, která byla založena na přesně exponovaných obrazech přírodních forem a nalezených zátiší.

## Historické pozadí
Koncem dvacátých a začátkem třicátých let 20. století byla ve Spojených státech doba značného sociálního a ekonomického nepokoje. Spojené státy trpěly velkou depresí a lidé hledali oddych od každodenních těžkostí. Americký západ byl považován za základ pro budoucí oživení ekonomiky díky masivním projektům veřejných prací, jako byla například Hooverova přehrada. Veřejnost vyhledávala zprávy a obrazy Západu, neboť představoval půdu naděje v jinak ponurém čase. Stále více je přitahovala práce takových fotografů jako byl Ansel Adams, jehož nápadně detailní fotografie amerického západu byly vnímány jako "obrazové svědectví ... inspirace a vykoupení moci."
Zároveň se pracující v celé zemi začali usilovat za lepší mzdy a pracovní podmínky a fotografové se přímo podíleli na těchto aktivitách. Krátce předtím, než vznikla Skupina f/64, vydal se Edward Weston na schůzi Klubu John Reed, který byl založen na podporu marxistických umělců a spisovatelů. Tyto okolnosti nejen pomohly nastolit situaci, kdy se skupina podobně smýšlejících přátel rozhodla shodnout se na společném zájmu. Skupina f/64 byla víc než klub umělců; označovali se za účastníky boje proti "přílivu represivního piktorialismu" a úmyslně nazývali své definující proklamace "manifestem" se všemi politickými podtexty, které tento název naznačuje.
Zatímco probíhala společenská změna, fotografové se snažili znovu definovat, jak má médium fotografie vypadat a jak jej reprezentovat. Až do dvacátých let 20. století primární estetická norma fotografie byl piktorialismus, vedený Alfredem Stieglitzem a dalšími jako nejvyšší forma fotografického umění. To se na počátku dvacátých let 20. století začalo měnit novou generací fotografů, jako byli Paul Strand nebo Imogen Cunninghamová, ale do konce tohoto desetiletí nebyl znám jasný nástupce piktorialismu jako běžná výtvarná forma. Fotografové jako Weston byli unaveni ze starého způsobu vidění a byli ochotni podpořit novou vizi.

## Sdružení a členové
Skupinu založili fotografové:
- Ansel Adams
- Imogen Cunningham
- Willard Van Dyke
- John Paul Edwards
- Sonia Noskowiak
- Henry Swift
- Edward Weston

Čas od času byli požádáni i další umělci, aby vystavovali na společných výstavách. Pozvání dostali například:
- Preston Holder
- Consuelo Kanaga
- Alma Lavenson
- Brett Weston.[5]

## Název
Jméno skupiny vzniklo z fotografického termínu pro clonu f/64, se kterou se dosahuje mimořádně vysoké hloubky ostrosti. Terminus technicus f/64 označuje nejmenší clonu nastavenou na velkoformátové kameře, díky které se dosahuje maximální hloubky ostrosti, a která dělá fotografii ostrou od popředí do pozadí. V roce 1932 se uskutečnilo setkání v domě Van Dyka v Berkeley, kde tato skupina diskutovala o záměru své umělecké vize propagovat společně. Když pro svou skupinu hledali jméno, Preston Holder navrhl „US 256“, což bylo tehdy běžně užívané označení clonového čísla pro velmi malou clonu na objektivu fotoaparátu. Adams se obával, že jméno by mohlo veřejnost mást (podobně se označovala federální dálnice), proto navrhl „f/64“, což bylo odpovídající nastavení clony pro fokální systém, který tehdy získával na popularitě. Později v témže roce se uskutečnila pilotní výstava Skupiny f/64 v De Youngovo muzeu.
Jednalo se o protiproud tehdy převládajícímu stylu - piktorialismu. Spoluzakladatelé skupiny se podíleli například na vývoji zonálního systému.

### Inspirace Edwarda Westona
V roce 1922 navštívil Edward Weston svou sestru May, která se přestěhovala do Middletownu v Ohiu. A právě tam pořídil pět nebo šest fotografií vysokých kouřících komínů u nedaleké ocelárny Armco. Tyto snímky signalizovaly změnu Westonova fotografického stylu, přechodu od jemného měkce zaostřeného piktorialismu v minulosti k novému, čistému ostrému stylu. Okamžitě tuto změnu poznal a později ji zaznamenal v poznámkách: “Návštěva Middletownu byla něco, na co se nezapomíná...nejdůležitější bylo mé fotografování ocelárny „Armco“... Ten den jsem udělal skvělé fotografie, dokonce i Stieglitz si myslel, že jsou důležité!„
Do Mexico City dorazili 11. srpna 1923 a pronajali si velkou usedlost mimo město. Během měsíce uspořádal výstavu svých prací v Aztec Land Gallery a 17. října se konala tisková konference s rozhovory pro média. Byl zvláště hrdý na recenzi Maria de Zayase, který řekl: “Fotografie začíná být fotografií, protože až dosud to bylo jen umění.„
Odlišná kultura a scenérie Mexika přiměly Westona, aby se na věci díval novým způsobem. Stal se citlivějším na to, co bylo před ním, a obrátil svůj fotoaparát na předměty každodenního života, jako jsou hračky, dveře a koupelnové doplňky. Udělal také několik intimních aktů a portrétů s Modottiovou. Ve svých Daybooks poznamenal:
Fotografická kamera by měla být použita k zaznamenání života, zachycení substance a jádra věci samotné… Cítím naprostou jistotu, že přístup k fotografii vede přes realismus.

## Manifest Skupiny f/64
Skupina f/64 vydala následující manifest:
Jméno této skupiny je odvozeno od clonového čísla fotografického objektivu. To znamená dodržet do značné míry kvalitu ostrosti a čistotu fotografického obrazu, který je důležitým prvkem v práci členů tohoto seskupení.
Hlavním cílem skupiny je ukázat v mnoha výstavách co její členové považují za nejlepší současné fotografické umění západu (USA). Kromě představení práce svých členů, budou obsahovat díla i od jiných autorů, kteří ve své práci dokazují tendence podobné Skupině f/64.
Není záměrem Skupiny f/64 obsáhnout celé pole fotografie, nějak ji regulovat nebo výběrem svých členů pohrdat či kritizovat názory jiných fotografů, kteří nejsou zahrnuti na jejích výstavách nebo v členství. Existuje mnoho fotografů pracujících s velkou obětavostí, jejichž styl a technika není v souladu s pojetím Skupiny.
Skupina f/64 se omezuje u svých členů a vystavujících hostů na ty fotografy, kteří se snaží pojmout fotografii jednoduchou a přímou formou s použitím čistých fotografických metod. Skupina nebude nikdy prezentovat práce, které neodpovídají standardu čisté fotografie.
Čistou fotografií je myšlena fotografie, která si od žádné jiné umělecké formy nepůjčuje technické, tvůrčí ani myšlenkové postupy.
Na druhé straně práce piktorialistů ukazuje oddanost principům umění, které jsou přímo příbuzné malbě a grafickému vyjádření.
Členové Skupiny f/64 věří, že fotografování jako umělecká forma zůstane vždy nezávislá na ideologických konvencích umění a estetiky a bude se rozvíjet svým nezávislým způsobem.
Skupina si cení informací týkajících se vážných fotografických děl, které by unikly její pozornosti a je otevřená k moderní fotografii.